# Кулешов, Андрей Данилович
Андрей Данилович Кулешов (1 октября 1904 года, Херсон — 9 апреля 1977 года, Москва) — советский военный деятель, генерал-лейтенант (1954).

## Начальная биография
Андрей Данилович Кулешов родился 1 октября 1904 года в Херсоне.

## Военная служба

### Довоенное время
В ноябре 1921 года Кулешов был призван в ряды РККА, после чего был направлен на учёбу на 62-е пехотные командные курсы, дислоцированные в Херсон, затем на 47-е пехотные командные курсы, дислоцированные в Николаеве, после окончания которых в августе 1922 года был направлен на учёбу в Военно-хозяйственную школу в Харькове, а с октября 1923 года учился в 13-й Одесской командной пехотной школе, после окончания которой в сентябре 1926 года был назначен на должность командира взвода 70-го стрелкового полка (24-я стрелковая дивизия), а в декабре 1930 года был направлен во 2-й стрелковый полк (1-я Московская Пролетарская стрелковая дивизия), где служил на должностях адъютанта полка, командира роты, начальника штаба батальона, помощника начальника и временно исполняющего должность начальника штаба полка.
В мае 1935 года Кулешов был направлен на учёбу в Военную академию имени М. В. Фрунзе, после окончания которой с августа 1938 года служил в академии на должностях преподавателя тактики, начальника учебного отделения и заместителя начальника 2-го факультета и начальника 1-го курса.
В декабре 1940 года был назначен на должность начальника 2-го курса 1-го факультета Военной специальной школы Генштаба Красной Армии.

### Великая Отечественная война
В июле 1941 года был назначен на должность старшего помощника начальника оперативной группы по разведке Западного направления, в сентябре — на должность начальника разведывательного отдела штаба 19-й армии, после чего принимал участие в боевых действиях во время Вяземской оборонительной операции, в ходе которых попал в окружение, из которого 12 октября вышел в форме, закопав в земле личные и партийные документы. Затем Кулешов находился в распоряжении Военного совета Западного фронта и Главного управления кадров НКО. 26 ноября был назначен на должность начальника отделения оперативного отдела штаба 20-й армии, а 4 января 1942 года — на должность командира 64-й морской стрелковой бригады, 10 марта назначен командиром 331-й стрелковой дивизии, но в должность не вступил и продолжал командовать бригадой.
13 мая 1942 года был назначен на должность командира 238-й стрелковой дивизии, которая в июне того же года была преобразована в 30-ю гвардейскую. Дивизия принимала участие в ходе освобождения городов Сычёвка, Ельня, Смоленск и Орша.
В июне 1944 года был назначен на должность командира 8-й гвардейской стрелковой дивизии, а в августе — на должность командира 7-го гвардейского стрелкового корпуса, который принимал участие в ходе Прибалтийской наступательной операции, а также при освобождении городов Мадона, Орге и восточной части Риги. В начале апреля 1945 года Кулешов был отстранён от занимаемой должности, после чего исполнял должность командира 92-го стрелкового корпуса, принимавшего участие в ходе оборонительных боевых действий южнее города Лиепая, а также в окружении и пленении группировки войск противника на Курляндском полуострове.

### Послевоенная карьера
В июне 1945 года Кулешов был назначен на должность командира 15-го гвардейского стрелкового корпуса.
В феврале 1946 года был направлен на учёбу на основной факультет Высшей военной академии имени К. Е. Ворошилова, после окончания которой в июне 1948 года был назначен на должность начальника штаба 8-й гвардейской армии (Группа советских войск в Германии), но в должность не вступил и в сентябре того же года был назначен на должность начальника Управления укомплектования и службы войск Главного штаба сухопутных войск.
С апреля 1950 года служил в Главном организационном управлении Генштаба Советской Армии, с марта 1953 года — в Главном штабе Сухопутных войск, с апреля 1964 года — в Главном организационно-мобилизационном управлении Генштаба ВС СССР, а в апреле 1969 года был назначен на должность начальника оперативной группы по руководству инженерно-сапёрными и автомобильными батальонами, работающими в сельском хозяйстве.
Генерал-лейтенант Андрей Данилович Кулешов в феврале 1970 года вышел в отставку. Умер 9 апреля 1977 года в Москве.

## Награды
- Орден Ленина;
- Четыре ордена Красного Знамени;
- Орден Суворова 2 степени;
- Орден Кутузова 2 степени;
- Орден Отечественной войны 1 степени;
- Орден Красной Звезды;
- Медали.